# Isochromodes deminuta
Isochromodes deminuta là một loài bướm đêm trong họ Geometridae.